# أمي فان دايكن
أمي فان دايكن (Amy Van Dyken) هي لاعبة أولمبية لرياضة السباحة من الولايات المتحدة. شاركت في الأولمبياد الصيفي في 1996–2000، وفازت بما مجموعه 6 ميداليات.

## الميداليات
| ذهب | فضة | برونز | المجموع |
| 6   | 0   | 0     | 6       |

## روابط خارجية
- أمي فان دايكن على موقع الاتحاد الدولي للسباحة (الإنجليزية)
- أمي فان دايكن على موقع SwimRankings.net (الإنجليزية)
- أمي فان دايكن على موقع قاعة مشاهير السباحة العالمية (الإنجليزية)
- أمي فان دايكن على موقع اللجنة الأولمبية الدولية (الإنجليزية)
- أمي فان دايكن على موقع أوليمبيديا (الإنجليزية)